# Colin Blakely
Colin George Blakely, född 23 september 1930 i Bangor, Nordirland, död 7 maj 1987 i London, var en brittisk skådespelare.

## Rollista i urval
- 1960 – Lördagskväll och söndagsmorgon
- 1963 – Idolen
- 1964 – Röde Orm och de långa skeppen
- 1966 – En man för alla tider
- 1966 – Spionen med den kalla nosen
- 1968 – Charlie Bubbles
- 1969 – De blodiga sköldarna
- 1970 – "Sherlock Holmes" – privatögat privat
- 1974 – Mordet på Orientexpressen
- 1976 – Rosa Pantern slår igen
- 1977 – Equus - hästen
- 1978 – The Big Sleep
- 1980 – Grabben som blev miljonär
- 1980 – Krigshundarna
- 1980 – Kryphålet (TV-film)
- 1980 – Nijinsky
- 1981 – Mord på ljusa dagen
- 1982 – Jakten på Rosa Pantern
- 1983 – Kung Lear (TV-film)
- 1983 – Röd monark